# Julius Röntgen
Julius Röntgen (9. května 1855 Lipsko – 13. září 1932 Utrecht) byl německo-nizozemský hudební skladatel, klavírista a hudební pedagog. Jeho otcem byl houslista Engelbert Röntgen, matkou klavíristka Pauline Klengelová. Prvním Röntgenovým učitelem v Lipsku byl Carl Reinecke a dalším ve Vídni Franz Lachner. Roku 1877 se Röntgen odstěhoval do Nizozemí, kde získal místo učitele klavíru a roku 1919 se stal nizozemským občanem. Je autorem 25 symfonií, řady koncertů pro různé nástroje a množství komorní hudby.